# 신엄중학교
신엄중학교(新嚴中學校)는 대한민국 제주특별자치도 제주시 애월읍 신엄리에 있는 공립 중학교이다.

## 학교 연혁
- 1971년 3월 1일 : 6학급 설립 인가
- 1971년 3월 1일 : 초대 교장 김시현 선생 취임
- 1971년 3월 3일 : 개교
- 2005년 2월 4일 : 교훈탑 건립 및 타임갭슐 매설(개봉예정일 2035.02.04)
- 2011년 3월 1일 : 제주형 자율학교(i-좋은학교) 3기 지정
- 2014년 2월 5일 : 전교생 시집「공부하기 싫은 날」 출간
- 2015년 3월 1일 : 9학급 인가(일반학급 8, 특수학급 1)
- 2016년 3월 4일 : 다목적강당 '엄지관' 개관
- 2019년 3월 1일 : 1학년 전학기 자유학기 운영
- 2022년 9월 29일 : 그린스마트스쿨 사업대상 학교 선정
- 2025년 1월 8일 : 제52회 졸업식 64명(총 졸업생 3,318명)
- 2025년 3월 1일 : 제26대 교장 현미자 선생 취임

## 참고 자료
- 신엄중학교 - 한국교육학술정보원 학교알리미